# 世界憲法予備草案
世界憲法予備草案（せかいけんぽうよびそうあん・en:Preliminary Draft of a World Constitution）とは、世界連邦樹立を訴える学者達で構成された世界憲法審議委員会（Committee to Frame a World Constitution）によって1948年3月に発表された世界連邦の憲法草案。委員長であったロバート・ハッチンス(Robert Hutchins) シカゴ大学総長にちなんでシカゴ草案（しかごそうあん）とも呼ばれている。
1945年8月6日の広島市への原子爆弾投下に衝撃を受けたハッチンスは、次の世界大戦が人類滅亡につながる事を憂慮して戦争根絶の必要性を唱え、そのために世界連邦（あるいは世界政府）の結成の必要性を唱えた。同年11月にハッチンスの呼びかけに応じた10名の学者とともに世界憲法審議委員会を結成したハッチンスは、世界連邦結成のための草案作成を進めた。途中2度の中間案作成と世界各国の知識人からの意見集約に基づく修正を経て2年半をかけて草案としてまとめられた。
草案は前文及び全47条からなり、マキシマリズム（最大限論）を採用して、戦争防止のための直接的な権限とともに平和のための正義と人権の保障を確保できる世界連邦（世界政府）の樹立を唱えた。既存の国家は存続するもののその権限は制約され、世界人民の中から一定の割合で選出された代議員により構成される連邦会議を大統領と立法議会議員、護民官の選挙と憲法改正を行う最高機関として設置し、また任期6年で再選を禁じた連邦大統領には行政権と司法権の代表者を任免する権限を与えるなどの事実上の単一政府の確立を目指した。
また、基本義務及び権利に関する宣言では、「貧困の束縛、隷属的及び搾取的労働からの解放」「人種的・民族的な征服よりの個人及び集団の保護」を謳い、更に土地・水・空気・エネルギーを「人類共通の財産」と位置づけるなど、画期的な考え方も含んでいた。
そのため世界連邦運動の理念的な先駆運動としての価値は高いが、理想主義・社会主義との批判も受けた。

## 構成
- 前文
- 義務と権利との宣言
- 世界政府の権能(第1条、第2条)
- 連邦会議、大統領、立法機関(第3条~第15条)
- 大審院および最高裁判所(第16条~第25条)
- 護民官および世界法(第26条~第34条)
- 保安院(第35条~第41条)
- 連邦首都、連邦語、および連邦諸標準(第42条、第43条)
- 憲法改正の権能(第44条)
- 批准および予備期間(第45条~第47条)